# Copa Mundial de Baloncesto de 2014

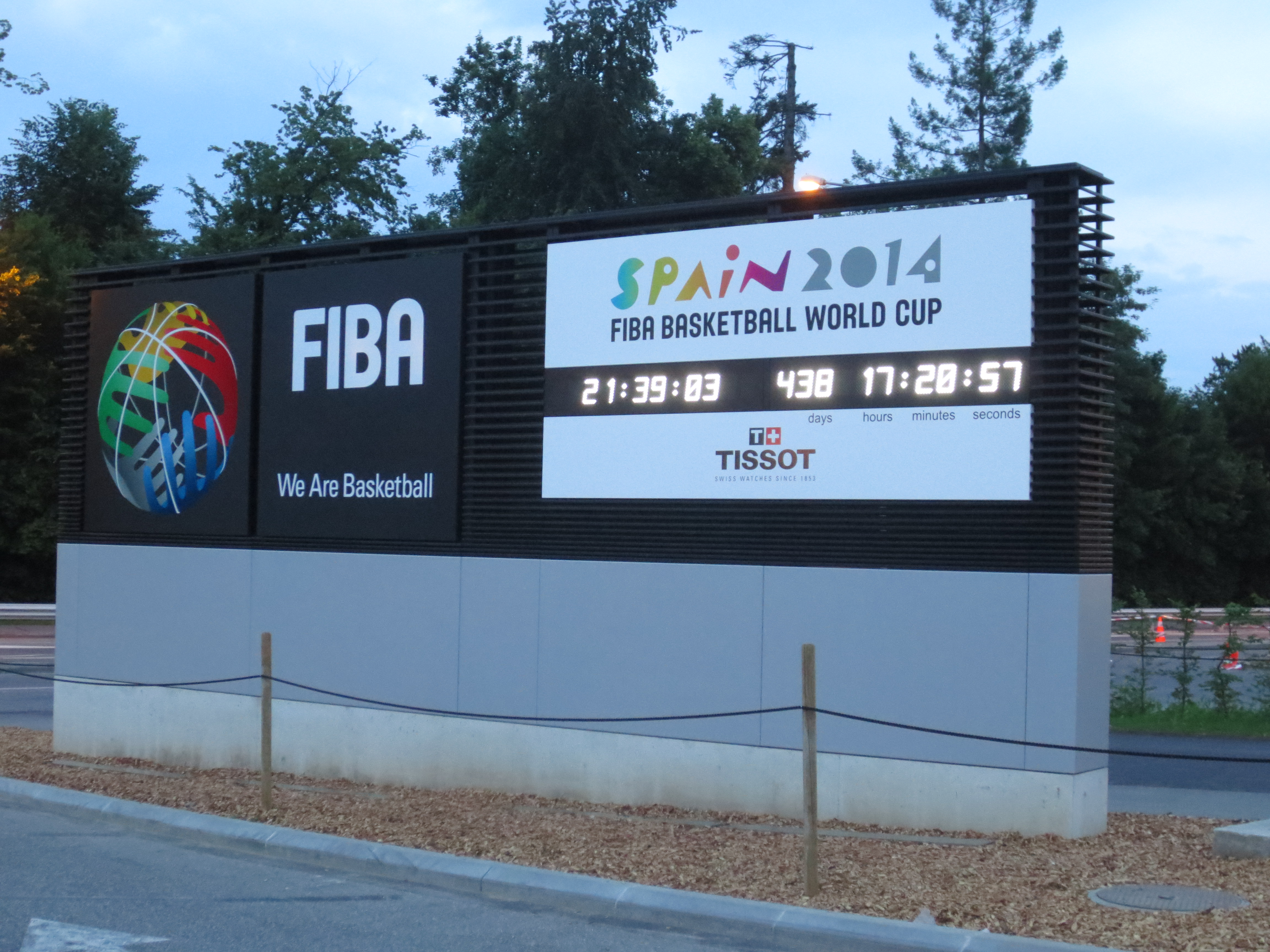
Reloj de cuenta atrás de la Copa del Mundo 2014, en la sede de FIBA

La Copa Mundial de la FIBA España 2014 fue la XVII edición de la Copa Mundial de Baloncesto masculino. Tuvo lugar en España desde el 30 de agosto hasta el 14 de septiembre, y compitieron 24 países, organizado por la FIBA, la Federación Española de Baloncesto, y el comité organizador del campeonato.
Fue la segunda vez que se celebró un mundial de baloncesto en España (el anterior, en 1986), entrando así en el grupo de países con más de un mundial organizado, en el que están Brasil (1954 y 1963) y Argentina (1950 y 1990).
Con un equipo NBA, Estados Unidos derrotó ampliamente a todos sus rivales y logró defender de manera invicta y exitosa el título de 2010. Así, el equipo norteamericano se sumó a Brasil (1959-1963) y a Yugoslavia (1998-2002) a la lista de selecciones en obtener dos campeonatos del mundo en forma consecutiva.
Con un récord perfecto de 9 victorias, Estados Unidos alcanzó su quinto título mundial e igualó a la ya mencionada Yugoslavia como la selección más laureada en esta competición. Además, en su condición de campeón mundial, se clasificó para los Juegos Olímpicos de Río de Janeiro de 2016.

## Elección
El 18 de enero de 2008 la Federación Española remitió a la FIBA su «carta de interés» en la organización del Mundial 2014. El 22 de enero la FIBA confirmó que España era país candidato. El 27 y 28 de enero de 2008 la FIBA hizo su primera visita a España para conocer los detalles del proyecto.
Tras la retirada de Francia y Dinamarca, el 27 de noviembre de 2008, la FIBA dio a conocer los tres países candidatos: España, China e Italia, quedando fuera Rusia, Arabia Saudí, Catar y Grecia.
El 5 de diciembre de 2008 China, Italia y España presentaron oficialmente sus proyectos en la sede de la FIBA en Ginebra. El 30 de abril de 2009, los países candidatos presentan su dosier definitivo con toda la documentación de sus respectivas candidaturas.
El lema de la candidatura española fue: "The world championship for everyone" (Un Mundial de todos y para todos). Dicha candidatura fue apoyada desde el Rey Juan Carlos I hasta por la actriz Penélope Cruz.
El 23 de mayo de 2009, la FIBA anunció en Ginebra por medio de Arvydas Sabonis y Sasha Djordjevic la elección de España como sede del Mundial 2014, tras votación de todos sus miembros.

## Organización
El campeonato tuvo un presupuesto de en torno a los 30 millones de euros. El lugar elegido para la inauguración del Mundial fue el Palacio de Carlos V de la Alhambra.

### Sedes
El torneo se distribuyó en seis sedes, una por grupo de la primera fase (Granada, Sevilla, Bilbao y Gran Canaria) y dos para la fase de eliminatorias (Madrid y Barcelona). La sede principal fue el Palacio de Deportes de la Comunidad de Madrid donde tuvo lugar la final y albergó la mitad de los partidos en la ronda final. Dicho pabellón fue construido en el lugar del que fue destruido por un incendio en 2001, que era sede del Campeonato Mundial de Baloncesto de 1986. Los pabellones de Granada, Sevilla y Madrid habían sido utilizados en el Eurobasket 2007. El Gran Canaria Arena fue construido especialmente para este mundial.
| Madrid                                                             | Barcelona                                                          | Las Palmas de Gran Canaria                                         | Bilbao                                   |
| ------------------------------------------------------------------ | ------------------------------------------------------------------ | ------------------------------------------------------------------ | ---------------------------------------- |
| Palacio de los Deportes de la Comunidad de Madrid                  | Palau Sant Jordi                                                   | Gran Canaria Arena                                                 | Bizkaia Arena (Baracaldo)                |
| Capacidad: 12 500                                                  | Capacidad: 16 500                                                  | Capacidad: 11 500                                                  | Capacidad: 15 414                        |
|                                                                    |                                                                    |                                                                    |                                          |
| Madrid Barcelona Bilbao Sevilla Granada Las Palmas de Gran Canaria | Madrid Barcelona Bilbao Sevilla Granada Las Palmas de Gran Canaria | Madrid Barcelona Bilbao Sevilla Granada Las Palmas de Gran Canaria | Sevilla                                  |
| Madrid Barcelona Bilbao Sevilla Granada Las Palmas de Gran Canaria | Madrid Barcelona Bilbao Sevilla Granada Las Palmas de Gran Canaria | Madrid Barcelona Bilbao Sevilla Granada Las Palmas de Gran Canaria | Palacio de Deportes San Pablo            |
| Madrid Barcelona Bilbao Sevilla Granada Las Palmas de Gran Canaria | Madrid Barcelona Bilbao Sevilla Granada Las Palmas de Gran Canaria | Madrid Barcelona Bilbao Sevilla Granada Las Palmas de Gran Canaria | Capacidad: 10 000                        |
| Madrid Barcelona Bilbao Sevilla Granada Las Palmas de Gran Canaria | Madrid Barcelona Bilbao Sevilla Granada Las Palmas de Gran Canaria | Madrid Barcelona Bilbao Sevilla Granada Las Palmas de Gran Canaria |                                          |
| Madrid Barcelona Bilbao Sevilla Granada Las Palmas de Gran Canaria | Madrid Barcelona Bilbao Sevilla Granada Las Palmas de Gran Canaria | Madrid Barcelona Bilbao Sevilla Granada Las Palmas de Gran Canaria | Granada                                  |
| Madrid Barcelona Bilbao Sevilla Granada Las Palmas de Gran Canaria | Madrid Barcelona Bilbao Sevilla Granada Las Palmas de Gran Canaria | Madrid Barcelona Bilbao Sevilla Granada Las Palmas de Gran Canaria | Palacio Municipal de Deportes de Granada |
| Madrid Barcelona Bilbao Sevilla Granada Las Palmas de Gran Canaria | Madrid Barcelona Bilbao Sevilla Granada Las Palmas de Gran Canaria | Madrid Barcelona Bilbao Sevilla Granada Las Palmas de Gran Canaria | Capacidad: 9 507                         |
| Madrid Barcelona Bilbao Sevilla Granada Las Palmas de Gran Canaria | Madrid Barcelona Bilbao Sevilla Granada Las Palmas de Gran Canaria | Madrid Barcelona Bilbao Sevilla Granada Las Palmas de Gran Canaria |                                          |

## Símbolos

### Mascota
Las mascotas del mundial son Ole y Hop, inspiradas en el logo de España 2014, y representan dos manos multicolores equipadas con zapatillas de baloncesto.

### Tema musical
"Sube la Copa" de Huecco fue nombrada la canción oficial de la Copa del Mundo FIBA de baloncesto 2014. La canción se puede descargar en iTunes, Spotify y Deezer desde el 27 de agosto. Toda la recaudación va dirigida a la fundación de Huecco "Dame Vida", y la Fundación Internacional de Baloncesto de FIBA.

## Clasificación
Además de España, clasificada automáticamente como organizadora del torneo, los 19 equipos restantes se clasificaron mediante torneos continentales, y por invitación o "wild card" de la FIBA cuatro equipos adicionales para completar los cuadros. Las cuatro invitaciones fueron adjudicadas por la FIBA a Brasil, Finlandia, Turquía y Grecia el 1 de febrero de 2014.
Calendario de clasificación
| Competición           | Fecha                                   | Sede                      | Plazas | Equipos clasificados                              |
| --------------------- | --------------------------------------- | ------------------------- | ------ | ------------------------------------------------- |
| País anfitrión        | –                                       | –                         | 1      | España                                            |
| Juegos Olímpicos      | 29 de julio – 12 de agosto de 2012      | Londres                   | 1      | Estados Unidos                                    |
| Campeonato Asiático   | 1 – 11 de agosto de 2013                | Manila                    | 3      | Irán Filipinas Corea del Sur                      |
| Campeonato de Oceanía | 14 – 18 de agosto de 2013               | Auckland Camberra         | 2      | Australia Nueva Zelanda                           |
| Campeonato Africano   | 20 – 31 de agosto de 2013               | Abiyán                    | 3      | Angola Egipto Senegal                             |
| Campeonato Americano  | 30 de agosto - 11 de septiembre de 2013 | Caracas                   | 4      | México Puerto Rico Argentina República Dominicana |
| Eurobasket            | 4 - 22 de septiembre                    | Eslovenia (varias sedes)  | 6      | Francia Croacia Lituania Eslovenia Ucrania Serbia |
| Invitaciones          | 1 de febrero de 2014                    | Reunión FIBA en Barcelona | 4      | Brasil Finlandia Grecia Turquía                   |

## Sorteo
El sorteo de los grupos de la primera fase se llevó a cabo el 3 de febrero de 2014 en el Palacio de la Música Catalana, Barcelona Se realizó con los equipos clasificados distribuidos en seis bombos. El primero incluía los cuatro mejores equipos de la Clasificación Mundial FIBA, mientras que los otros cinco estaban agrupados por criterios geográficos y deportivos.
| Bombo 1                                  | Bombo 2                         | Bombo 3                                    | Bombo 4                          | Bombo 5                                        | Bombo 6                          |
| ---------------------------------------- | ------------------------------- | ------------------------------------------ | -------------------------------- | ---------------------------------------------- | -------------------------------- |
| Argentina España Estados Unidos Lituania | Angola Egipto Finlandia Senegal | Corea del Sur Filipinas Irán Nueva Zelanda | Croacia Eslovenia Serbia Ucrania | Brasil República Dominicana México Puerto Rico | Australia Francia Grecia Turquía |

## Formato de competición
Primera fase
Los veinticuatro seleccionados se ordenan en cuatro grupos previamente sorteados de seis integrantes cada uno donde disputan los partidos según el sistema de todos contra todos. Luego los equipos se ordenan en una clasificación según los puntos obtenidos y avanzan de fase los primeros cuatro de cada grupo, mientras que los restantes dos dejan de participar. Para determinar el desempate en posiciones se utiliza el «sistema olímpico», donde el ganador del enfrentamiento entre los equipos empatados accede a la posición más alta. Los partidos se rigen por el reglamento de la FIBA y por cada victoria se entregan 2 puntos, por cada derrota se da 1 punto. Además, los partidos duran 40 minutos en cuatro cuartos de 10.
Eliminatoria
Los dieciséis clasificados se ordenan y enfrentan en llaves de eliminación directa a un solo partido, donde el ganador de cada encuentro avanza de fase y el perdedor deja de participar. En la penúltima fase, las semifinales, los perdedores en lugar de dejar de participar acceden a un último partido para determinar al tercer mejor equipo del certamen, mientras que los ganadores de las semifinales avanzan a la final para determinar el campeón de la Copa. Además de consagrarse campeón del mundo, el equipo que venza en la final tiene un cupo asegurado en los siguientes Juegos Olímpicos.

### Calendario
| 1F | Primera fase | 2F | Segunda fase | SF | Semifinales | TL | Tercer lugar | F | Final |

| Agosto/septiembre | Agosto/septiembre | 30 Sáb | 31 Dom | 1 Lun | 2 Mar | 3 Mié | 4 Jue | 5 Vie | 6 Sáb | 7 Dom | 8 Lun | 9 Mar | 10 Mié | 11 Jue | 12 Vie | 13 Sáb | 14 Dom |
| ----------------- | ----------------- | ------ | ------ | ----- | ----- | ----- | ----- | ----- | ----- | ----- | ----- | ----- | ------ | ------ | ------ | ------ | ------ |
| Certamen          |                   |        |        |       |       |       |       |       |       |       |       |       |        |        |        |        |        |

## Primera fase

### Grupo A
| Equipo  | Pts | PG | PP | PF  | PC  | Dif  |
| ------- | --- | -- | -- | --- | --- | ---- |
| España  | 10  | 5  | 0  | 440 | 314 | 126  |
| Brasil  | 9   | 4  | 1  | 416 | 333 | 83   |
| Francia | 8   | 3  | 2  | 376 | 357 | 19   |
| Serbia  | 7   | 2  | 3  | 387 | 378 | 9    |
| Irán    | 6   | 1  | 4  | 344 | 406 | -62  |
| Egipto  | 5   | 0  | 5  | 311 | 486 | -175 |

| 30 de agosto de 2014, 15:30 (GMT+2) | Egipto                                                  | 64–85                | Serbia                                                    | |  |
|                                     | Parciales: 13 - 21, 18 - 22, 12 - 25, 21 - 17           |                      |                                                           | |  |
|                                     | Estadísticas I. Elgammal 12 M. Elmekawi 5 M. Elsabagh 5 | Reporte Pts Reb Asts | Estadísticas 15 M. Teodosić 9 S. Birčević 4 L. Bogdanović | Pabellón: Palacio Municipal de Deportes, Granada Árbitros: Jorge Vázquez Rüstü Nuran Michael Weiland |  |

| 30 de agosto de 2014, 18:00 (GMT+2) | Francia                                              | 63–65                | Brasil                                               | |  |
|                                     | Parciales: 18 - 11, 8 - 17, 15 - 18, 22 - 19         |                      |                                                      | |  |
|                                     | Estadísticas Boris Diaw 15 Boris Diaw 6 Boris Diaw 5 | Reporte Pts Reb Asts | Estadísticas 16 Marcelinho 9 A. Varejao 5 Marcelinho | Pabellón: Palacio Municipal de Deportes, Granada Árbitros: Christos Christodoulou Anthony Jordan Vaughan Mayberry |  |

| 30 de agosto de 2014, 22:00 (GMT+2) | Irán                                                    | 60–90                | España                                                | |  |
|                                     | Parciales: 18 - 27, 15 - 21, 17 - 22, 10 - 20           |                      |                                                       | |  |
|                                     | Estadísticas M. Kamrani 18 Haddadi 15 Nikkhah Bahrami 4 | Reporte Pts Reb Asts | Estadísticas 33 Pau Gasol 10 Marc Gasol 5 Ricky Rubio | Pabellón: Palacio Municipal de Deportes, Granada Árbitros: Geurrino Cerebuch Yuji Hirahara Borys Ryzhyk |  |

| 31 de agosto de 2014, 15:30 (GMT+2) | Serbia                                                    | 73–74                | Francia                                              | |  |
|                                     | Parciales: 21 - 20, 21 - 14, 20 - 26, 11 - 14             |                      |                                                      | |  |
|                                     | Estadísticas M. Raduljica 21 M. Raduljica 7 M. Teodosić 5 | Reporte Pts Reb Asts | Estadísticas 19 J. Lauvergne 6 N. Batum 6 T. Heurtel | Pabellón: Palacio Municipal de Deportes, Granada Árbitros: Guerrino Cerebuch Borys Ryzhyk Jorge Vázquez |  |

| 31 de agosto de 2014, 18:00 (GMT+2) | Brasil                                              | 79–50                | Irán                                                   | |  |
|                                     | Parciales: 17 - 18, 23 - 6, 21 - 12, 18 - 14        |                      |                                                        | |  |
|                                     | Estadísticas Alex García 12 Anderson 6 Marcelinho 6 | Reporte Pts Reb Asts | Estadísticas 13 M. Jamshidi 7 H. Haddadi 2 M. Jamshidi | Pabellón: Palacio Municipal de Deportes, Granada Árbitros: Michael Weiland Olegs Latisevs Rüstü Nuran |  |

| 31 de agosto de 2014, 22:00 (GMT+2) | España                                                  | 91–54                | Egipto                                                 | |  |
|                                     | Parciales: 26 - 10, 16 - 14, 22 - 13, 27 - 17           |                      |                                                        | |  |
|                                     | Estadísticas Serge Ibaka 18 Serge Ibaka 8 Ricky Rubio 7 | Reporte Pts Reb Asts | Estadísticas 16 I. Elgammal 7 R. Ibrahim 3 I. Elgammal | Pabellón: Palacio Municipal de Deportes, Granada Árbitros: Anthony Jordan Christos Christodoulou Vaughan Mayberry |  |

| 1 de septiembre de 2014, 15:30 (GMT+2) | Irán                                                         | 70–83                | Serbia                                                 | |  |
|                                        | Parciales: 18 - 21, 20 - 21, 13 - 25, 19 - 16                |                      |                                                        | |  |
|                                        | Estadísticas H. Haddadi 29 H. Haddadi 5 S. Nikkhah Bahrami 7 | Reporte Pts Reb Asts | Estadísticas 18 N. Bjelica 10 N. Bjelica 9 M. Teodosić | Pabellón: Palacio Municipal de Deportes, Granada Árbitros: Christos Christodoulou Vaughan Mayberry Rüstü Nuran |  |

| 1 de septiembre de 2014, 18:00 (GMT+2) | Francia                                                  | 94–55                | Egipto                                                  | |  |
|                                        | Parciales: 23 - 15, 26 - 11, 19 - 10, 26 - 19            |                      |                                                         | |  |
|                                        | Estadísticas J. Lauvergne 12 J. Lauvergne 7 T. Heurtel 8 | Reporte Pts Reb Asts | Estadísticas 12 I. Elgammal 4 I. Elgammal 3 I. Elgammal | Pabellón: Palacio Municipal de Deportes, Granada Árbitros: Michael Weiland Yuji Hirahara Olegs Latisevs |  |

| 1 de septiembre de 2014, 22:00 (GMT+2) | Brasil                                                 | 63–82                | España                                              | |  |
|                                        | Parciales: 14 - 30, 18 - 15, 15 - 21, 16 - 16          |                      |                                                     | |  |
|                                        | Estadísticas L. Barbosa 11 L. Barbosa 2 Nenê Hilario 5 | Reporte Pts Reb Asts | Estadísticas 26 Pau Gasol 9 Pau Gasol 6 Ricky Rubio | Pabellón: Palacio Municipal de Deportes, Granada Árbitros: Jorge Vázquez Anthony Jordan Borys Ryzhyk |  |

| 3 de septiembre de 2014, 15:30 (GMT+2) | Egipto                                              | 73–88                | Irán                                                                  | |  |
|                                        | Parciales: 15 - 27, 26 - 21, 15 - 16, 17 - 24       |                      |                                                                       | |  |
|                                        | Estadísticas Y. Shousha 15 H. Kamal 5 I. Elgammal 3 | Reporte Pts Reb Asts | Estadísticas 24 S. Nikkhah Bahrami 15 H. Haddadi 6 S. Nikkhah Bahrami | Pabellón: Palacio Municipal de Deportes, Granada Árbitros: Anthony Jordan Yuji Hirahara Borys Ryzhyk |  |

| 3 de septiembre de 2014, 18:00 (GMT+2) | Serbia                                                    | 73–81                | Brasil                                               | |  |
|                                        | Parciales: 16 - 23, 16 - 25, 32 - 12, 9 - 21              |                      |                                                      | |  |
|                                        | Estadísticas M. Raduljica 11 M. Raduljica 5 M. Teodosić 5 | Reporte Pts Reb Asts | Estadísticas 21 M. Vieira 9 A. Varejao 5 T. Splitter | Pabellón: Palacio Municipal de Deportes, Granada Árbitros: Christos Christodoulou Vaughan Mayberry Michael Weiland |  |

| 3 de septiembre de 2014, 22:00 (GMT+2) | España                                         | 88–64                | Francia                                         | |  |
|                                        | Parciales: 22 - 19, 22 - 15, 21 - 16, 23 - 14  |                      |                                                 | |  |
|                                        | Estadísticas M. Gasol 17 S. Ibaka 8 R. Rubio 5 | Reporte Pts Reb Asts | Estadísticas 11 N. Batum 8 F. Pietrus 3 B. Diaw | Pabellón: Palacio Municipal de Deportes, Granada Árbitros: Geurrino Cerebuch Olegs Latisevs Jorge Vázquez |  |

| 4 de septiembre de 2014, 15:30 (GMT+2) | Brasil                                                | 128–65               | Egipto                                               | |  |
|                                        | Parciales: 37 - 10, 30 - 13, 24 - 25, 37 - 17         |                      |                                                      | |  |
|                                        | Estadísticas L. Barbosa 22 A. Varejao 10 Raulzinho 10 | Reporte Pts Reb Asts | Estadísticas 16 I. Elgammal 5 A. Gendy 5 I. Elgammal | Pabellón: Palacio Municipal de Deportes, Granada Árbitros: Geurrino Cerebuch Borys Ryzhyk Olegs Latisevs |  |

| 4 de septiembre de 2014, 18:00 (GMT+2) | Irán                                                       | 76–81                | Francia                                           | |  |
|                                        | Parciales: 23 - 13, 10 - 24, 16 - 26, 27 - 18              |                      |                                                   | |  |
|                                        | Estadísticas Nikkhah Bahrami 23 H. Haddadi 15 M. Kamrani 5 | Reporte Pts Reb Asts | Estadísticas 15 T. Heurtel 5 A. Diot 4 T. Heurtel | Pabellón: Palacio Municipal de Deportes, Granada Árbitros: Michael Weiland Yuji Hirahara Vaughan Mayberry |  |

| 4 de septiembre de 2014, 22:00 (GMT+2) | Serbia                                                   | 73–89                | España                                               | |  |
|                                        | Parciales: 20 - 34, 15 - 20, 21- 17, 17 -18              |                      |                                                      | |  |
|                                        | Estadísticas N. Bjelica 19 N. Bjelica 10 B. Bogdanović 4 | Reporte Pts Reb Asts | Estadísticas 20 Pau Gasol 8 Marc Gasol 6 Ricky Rubio | Pabellón: Palacio Municipal de Deportes, Granada Árbitros: Anthony Jordan Rüstü Nuran Jorge Vázquez |  |

### Grupo B
| Equipo      | Pts | PG | PP | PF  | PC  | Dif |
| ----------- | --- | -- | -- | --- | --- | --- |
| Grecia      | 10  | 5  | 0  | 414 | 349 | 65  |
| Croacia     | 8   | 3  | 2  | 414 | 398 | 16  |
| Argentina   | 8   | 3  | 2  | 420 | 371 | 49  |
| Senegal     | 7   | 2  | 3  | 348 | 399 | -51 |
| Filipinas   | 6   | 1  | 4  | 383 | 404 | -21 |
| Puerto Rico | 6   | 1  | 4  | 388 | 446 | -58 |

| 30 de agosto de 2014, 12:30 (GMT+2) | Croacia                                                     | 81–78                | Filipinas                                             | |  |
|                                     | Parciales: 23 - 9, 14 - 22, 20 - 18, 14 - 22 (T.E.: 10 - 7) |                      |                                                       | |  |
|                                     | Estadísticas B. Bogdanović 26 Ante Tomić 11 Ante Tomić 4    | Reporte Pts Reb Asts | Estadísticas 28 A. Blatche 12 A. Blatche 6 Jim Alapag | Pabellón: Palacio de Deportes San Pablo, Sevilla Árbitros: José Reyes Mohammad Alamiri Fernando Rocha |  |

| 30 de agosto de 2014, 17:30 (GMT+2) | Puerto Rico                                       | 75–98                | Argentina                                             | |  |
|                                     | Parciales: 10 - 27, 19 - 18, 11 - 24, 26 - 29     |                      |                                                       | |  |
|                                     | Estadísticas J. Barea 24 R. Clemente 6 J. Barea 4 | Reporte Pts Reb Asts | Estadísticas 20 L. Scola 11 A. Nocioni 10 P. Prigioni | Pabellón: Palacio de Deportes San Pablo, Sevilla Árbitros: Luigi Lamonica Michael Aylen Ilija Belosevic |  |

| 30 de agosto de 2014, 20:00 (GMT+2) | Grecia                                                       | 87–64                | Senegal                                             | |  |
|                                     | Parciales: 18 - 9, 27 - 8, 19 - 19, 23 - 28                  |                      |                                                     | |  |
|                                     | Estadísticas K. Kaimakoglou 17 K. Kaimakoglou 8 K. Sloukas 4 | Reporte Pts Reb Asts | Estadísticas 21 G. Dieng 14 G. Dieng 2 X. d'Almeida | Pabellón: Palacio de Deportes San Pablo, Sevilla Árbitros: Juan Carlos González Carlos Julio Stephen Seibel |  |

| 31 de agosto de 2014, 13:30 (GMT+2) | Argentina                                             | 85–90                | Croacia                                               | |  |
|                                     | Parciales: 20 - 28, 24 - 18, 19 - 29, 22 - 15         |                      |                                                       | |  |
|                                     | Estadísticas Luis Scola 30 Luis Scola 9 F. Campazzo 6 | Reporte Pts Reb Asts | Estadísticas 18 K. Simon 9 Dario Šarić 9 O. Lafayette | Pabellón: Palacio de Deportes San Pablo, Sevilla Árbitros: Juan Carlos González José Reyes Fernando Rocha |  |

| 31 de agosto de 2014, 17:30 (GMT+2) | Senegal                                       | 82–75                | Puerto Rico                                          | |  |
|                                     | Parciales: 20 - 29, 21 - 11, 22 - 18, 19 - 17 |                      |                                                      | |  |
|                                     | Estadísticas M. Faye 20 G. Dieng 12 M. Diop 3 | Reporte Pts Reb Asts | Estadísticas 21 R. Balkman 7 D. Santiago 5 C. Rivera | Pabellón: Palacio de Deportes San Pablo, Sevilla Árbitros: Michael Aylen Ilija Belosevic Carlos Julio |  |

| 31 de agosto de 2014, 20:00 (GMT+2) | Filipinas                                             | 70–82                | Grecia                                                         | |  |
|                                     | Parciales: 10 - 20, 17 - 17, 18 - 21, 25 - 24         |                      |                                                                | |  |
|                                     | Estadísticas A. Blatche 21 A. Blatche 14 Jim Alapag 3 | Reporte Pts Reb Asts | Estadísticas 25 G. Printezis 10 I. Bourousis 4 K. Papanikolaou | Pabellón: Palacio de Deportes San Pablo, Sevilla Árbitros: Luigi Lamonica Mohammad Alamiri Stephen Seibel |  |

| 1 de septiembre de 2014, 12:30 (GMT+2) | Croacia                                        | 75–77                | Senegal                                            | |  |
|                                        | Parciales: 16 - 18, 16 - 23, 20 - 18, 23 - 18  |                      |                                                    | |  |
|                                        | Estadísticas D. Saric 15 A. Tomić 9 D. Saric 4 | Reporte Pts Reb Asts | Estadísticas 27 G. Dieng 8 G. Dieng 5 X. d'Almeida | Pabellón: Palacio de Deportes San Pablo, Sevilla Árbitros: Michael Aylen Mohammad Alamiri Stephen Seibel |  |

| 1 de septiembre de 2014, 17:30 (GMT+2) | Argentina                                        | 85–81                | Filipinas                                               | |  |
|                                        | Parciales: 22 - 25, 21 - 13, 28 - 23, 14 - 20    |                      |                                                         | |  |
|                                        | Estadísticas L. Scola 19 M. Mata 9 F. Campazzo 4 | Reporte Pts Reb Asts | Estadísticas 18 R. de Ocampo 15 A. Blatche 2 Jim Alapag | Pabellón: Palacio de Deportes San Pablo, Sevilla Árbitros: Ilija Belosevic Juan Carlos González Carlos Julio |  |

| 1 de septiembre de 2014, 20:00 (GMT+2) | Puerto Rico                                         | 79–90                | Grecia                                                      | |  |
|                                        | Parciales: 19 - 20, 14 - 21, 19 - 27, 27 - 22       |                      |                                                             | |  |
|                                        | Estadísticas R. Balkman 23 A. Franklin 6 J. Barea 5 | Reporte Pts Reb Asts | Estadísticas 19 N. Zisis 11 K. Kaimakoglou 5 K. Kaimakoglou | Pabellón: Palacio de Deportes San Pablo, Sevilla Árbitros: Luigi Lamonica José Reyes Fernando Rocha |  |

| 3 de septiembre de 2014, 13:30 (GMT+2) | Filipinas                                               | 73–77                | Puerto Rico                                        | |  |
|                                        | Parciales: 25 - 13, 19 - 26, 13 - 22, 16 - 18           |                      |                                                    | |  |
|                                        | Estadísticas A. Blatche 25 A. Blatche 14 R. de Ocampo 3 | Reporte Pts Reb Asts | Estadísticas 30 J. Barea 9 A. Franklin 3 C. Rivera | Pabellón: Palacio de Deportes San Pablo, Sevilla Árbitros: José Reyes Juan Carlos González Carlos Julio |  |

| 3 de septiembre de 2014, 17:30 (GMT+2) | Senegal                                            | 46–81                | Argentina                                              | |  |
|                                        | Parciales: 15 - 20, 9 - 21, 14 - 12, 8 - 28        |                      |                                                        | |  |
|                                        | Estadísticas G. Dieng 11 G. Dieng 8 X. d'Almeida 4 | Reporte Pts Reb Asts | Estadísticas 22 L. Scola 14 L. Scola 6 N. Laprovittola | Pabellón: Palacio de Deportes San Pablo, Sevilla Árbitros: Ilija Belosevic Mohammad Alamiri Stephen Seibel |  |

| 3 de septiembre de 2014, 20:00 (GMT+2) | Grecia                                                      | 76–65                | Croacia                                                 | |  |
|                                        | Parciales: 16 - 14, 20 - 9, 15 - 16, 25 - 26                |                      |                                                         | |  |
|                                        | Estadísticas K. Papanikolaou 14 I. Bourousis 10 N. Zisis 10 | Reporte Pts Reb Asts | Estadísticas 20 B. Bogdanović 9 A. Tomić 3 O. Lafayette | Pabellón: Palacio de Deportes San Pablo, Sevilla Árbitros: Luigi Lamonica Michael Aylen Fernando Rocha |  |

| 4 de septiembre de 2014, 14:00 (GMT+2) | Senegal                                                      | 79–81                | Filipinas                                           | |  |
|                                        | Parciales: 19 - 13, 5 - 24, 20 - 12, 20 - 15 (T.E.: 15 - 17) |                      |                                                     | |  |
|                                        | Estadísticas M. Faye 20 G. Dieng 14 X. d'Almeida 14          | Reporte Pts Reb Asts | Estadísticas 14 J. Alapag 14 A. Blatche 4 J. Alapag | Pabellón: Palacio de Deportes San Pablo, Sevilla Árbitros: Ilija Belosevic Carlos Julio Fernando Rocha |  |

| 4 de septiembre de 2014, 18:00 (GMT+2) | Croacia                                             | 103–82               | Puerto Rico                                       | |  |
|                                        | Parciales: 28 - 16, 25 - 20, 31 - 21, 19 - 25       |                      |                                                   | |  |
|                                        | Estadísticas B. Bogdanović 23 K. Simon 14 R. Ukic 6 | Reporte Pts Reb Asts | Estadísticas 20 J. Barea 4 D. Huertas 6 C. Rivera | Pabellón: Palacio de Deportes San Pablo, Sevilla Árbitros: Luigi Lamonica Mohammad Alamiri Stephen Seibel |  |

| 4 de septiembre de 2014, 22:00 (GMT+2) | Argentina                                            | 71–79                | Grecia                                                 | |  |
|                                        | Parciales: 16 - 28, 17 - 16, 17 - 20, 21 - 15        |                      |                                                        | |  |
|                                        | Estadísticas L. Scola 17 W. Herrmann 5 F. Campazzo 5 | Reporte Pts Reb Asts | Estadísticas 15 N. Calathes 15 I. Bourousis 5 N. Zisis | Pabellón: Palacio de Deportes San Pablo, Sevilla Árbitros: José Reyes Juan Carlos González Michael Aylen |  |

### Grupo C
| Equipo               | Pts | PG | PP | PF  | PC  | Dif |
| -------------------- | --- | -- | -- | --- | --- | --- |
| Estados Unidos       | 10  | 5  | 0  | 511 | 345 | 166 |
| Turquía              | 8   | 3  | 2  | 365 | 372 | -7  |
| República Dominicana | 7   | 2  | 3  | 347 | 386 | -39 |
| Nueva Zelanda        | 7   | 2  | 3  | 347 | 376 | -29 |
| Ucrania              | 7   | 2  | 3  | 344 | 369 | -25 |
| Finlandia            | 6   | 1  | 4  | 342 | 408 | -66 |

| 30 de agosto de 2014, 12:30 (GMT+2) | Ucrania                                                | 72–62                | República Dominicana                                |                                                                                              |  |
|                                     | Parciales: 12 - 13, 15 - 14, 21 - 13, 24 - 22          |                      |                                                     |                                                                                              |  |
|                                     | Estadísticas S. Kravtsov 13 M. Kornienko 7 S. Gladyr 3 | Reporte Pts Reb Asts | Estadísticas 18 F. Garcia 9 Eloy Vargas 4 F. Garcia | Pabellón: Bizkaia Arena, Baracaldo Árbitros: Milivoje Jovcic Matej Boltauzer Alejandro Chiti |  |

| 30 de agosto de 2014, 16:00 (GMT+2) | Nueva Zelanda                                               | 73–76                | Turquía                                                       |                                                                                                |  |
|                                     | Parciales: 17 - 8, 21 - 20, 18 - 24, 17 - 24                |                      |                                                               |                                                                                                |  |
|                                     | Estadísticas Corey Webbster 22 Mika Vukona 8 Lindsay Tait 3 | Reporte Pts Reb Asts | Estadísticas 14 Emir Preldzic 6 Emir Preldzic 3 Emir Preldzic | Pabellón: Bizkaia Arena, Baracaldo Árbitros: Cristiano Maranho Josep Bissang Ferdinand Pascual |  |

| 30 de agosto de 2014, 21:30 (GMT+2) | Estados Unidos                               | 114–55               | Finlandia                                  | |  |
|                                     | Parciales: 31 - 16, 29 - 2, 29 - 21, 25 - 16 |                      |                                            | |  |
|                                     | Estadísticas Thompson 18 Cousins 10 Curry 5  | Reporte Pts Reb Asts | Estadísticas 12 Koponen 7 Murphy 4 Koponen | Pabellón: Bizkaia Arena, Baracaldo Árbitros: Miguel Pérez Pérez Arnaud Kom Njilo Alejandro Sánchez |  |

| 31 de agosto de 2014, 12:30 (GMT+2) | República Dominicana                              | 76–63                | Nueva Zelanda                                          |                                                                                                  |  |
|                                     | Parciales: 14 - 16, 20 - 11, 17 - 23, 25 - 13     |                      |                                                        |                                                                                                  |  |
|                                     | Estadísticas F. García 29 E. Baez 9 J. Feldeine 4 | Reporte Pts Reb Asts | Estadísticas 22 T. Abercrombie 5 K. Penney 3 K. Penney | Pabellón: Bizkaia Arena, Baracaldo Árbitros: Miguel Pérez Pérez Matej Boltauzer Arnaud Kom Njilo |  |

| 31 de agosto de 2014, 16:00 (GMT+2) | Finlandia                                        | 81–76                | Ucrania                                            |                                                                                                  |  |
|                                     | Parciales: 20 - 22, 15 - 15, 22 - 15, 24 - 24    |                      |                                                    |                                                                                                  |  |
|                                     | Estadísticas S. Huff 23 E. Murphy 8 P. Koponen 9 | Reporte Pts Reb Asts | Estadísticas 24 E. Jeter 6 M. Kornienko 9 E. Jeter | Pabellón: Bizkaia Arena, Baracaldo Árbitros: Cristiano Maranho Milivoje Jovcic Ferdinand Pascual |  |

| 31 de agosto de 2014, 21:30 (GMT+2) | Turquía                                       | 77–98                | Estados Unidos                           |                                                                                               |  |
|                                     | Parciales: 16 - 16, 24 - 19, 20 - 31, 17 - 32 |                      |                                          |                                                                                               |  |
|                                     | Estadísticas Akyol 14 Asik 8 Preldzic 5       | Reporte Pts Reb Asts | Estadísticas 22 Faried 8 Faried 5 Irving | Pabellón: Bizkaia Arena, Baracaldo Árbitros: Alejandro Chiti Joseph Bissang Alejandro Sánchez |  |

| 2 de septiembre de 2014, 12:30 (GMT+2) | Ucrania                                             | 64–58                | Turquía                                            |                                                                                                   |  |
|                                        | Parciales: 13 - 13, 12 - 13, 16 - 13, 23 - 19       |                      |                                                    |                                                                                                   |  |
|                                        | Estadísticas O. Mishula 19 S. Kravtsov 7 E. Jeter 6 | Reporte Pts Reb Asts | Estadísticas 14 E. Preldzic 20 Ö. Asik 3 B. Hersek | Pabellón: Bizkaia Arena, Baracaldo Árbitros: Miguel Pérez Pérez Alejandro Chiti Alejandro Sánchez |  |

| 2 de septiembre de 2014, 16:00 (GMT+2) | Estados Unidos                                    | 98–71                | Nueva Zelanda                                         |                                                                                                |  |
|                                        | Parciales: 27 - 20, 30 - 15, 18 - 19, 23 - 17     |                      |                                                       |                                                                                                |  |
|                                        | Estadísticas A. Davis 21 K. Faried 11 J. Harden 4 | Reporte Pts Reb Asts | Estadísticas 11 BJ Anthony 5 T. Abercrombie 3 L. Tait | Pabellón: Bizkaia Arena, Baracaldo Árbitros: Milivoje Jovcic Matej Boltauzer Ferdinand Pascual |  |

| 2 de septiembre de 2014, 21:30 (GMT+2) | Finlandia                                        | 68–74                | República Dominicana                             |                                                                                               |  |
|                                        | Parciales: 15 - 16, 17 - 25, 18 - 19, 18 - 14    |                      |                                                  |                                                                                               |  |
|                                        | Estadísticas P. Koponen 23 G. Lee 6 P. Koponen 9 | Reporte Pts Reb Asts | Estadísticas 18 E. Vargas 13 E. Vargas 4 E. Sosa | Pabellón: Bizkaia Arena, Baracaldo Árbitros: Cristiano Maranho Josep Bissang Arnaud Kom Njilo |  |

| 3 de septiembre de 2014, 12:30 (GMT+2) | Nueva Zelanda                                  | 73–61                | Ucrania                                                | |  |
|                                        | Parciales: 18 - 19, 18 - 11, 17 - 15, 20 - 16  |                      |                                                        | |  |
|                                        | Estadísticas K. Penny 17 I. Fotu 10 C. Frank 4 | Reporte Pts Reb Asts | Estadísticas 15 M. Kornienko 6 K. Natyazhko 6 E. Jeter | Pabellón: Bizkaia Arena, Baracaldo Árbitros: Cristiano Maranho Arnaud Kom Njilo Miguel Pérez Pérez |  |

| 3 de septiembre de 2014, 16:00 (GMT+2) | Turquía                                                    | 77–73                | Finlandia                                           |                                                                                                |  |
|                                        | Parciales: 10 - 15, 17 - 26, 26 - 18, 15 - 9 (T.E.: 9 - 5) |                      |                                                     |                                                                                                |  |
|                                        | Estadísticas Ö. Asik 22 E. Preldzic 8 E. Preldzic 5        | Reporte Pts Reb Asts | Estadísticas 17 P. Koponen 6 E. Murphy 5 P. Koponen | Pabellón: Bizkaia Arena, Baracaldo Árbitros: Milivoje Jovcic Matej Boltauzer Ferdinand Pascual |  |

| 3 de septiembre de 2014, 21:30 (GMT+2) | República Dominicana                           | 71–106               | Estados Unidos                                  |                                                                                               |  |
|                                        | Parciales: 22 - 25, 19 - 31, 11 - 25, 19 - 25  |                      |                                                 |                                                                                               |  |
|                                        | Estadísticas V. Liz 15 J. Feldeine 6 E. Sosa 4 | Reporte Pts Reb Asts | Estadísticas 16 K. Faried 7 A. Davis 7 S. Curry | Pabellón: Bizkaia Arena, Baracaldo Árbitros: Alejandro Chiti Joseph Bissang Alejandro Sánchez |  |

| 4 de septiembre de 2014, 12:30 (GMT+2) | Finlandia                                       | 65–67                | Nueva Zelanda                                  |                                                                                                   |  |
|                                        | Parciales: 12 - 18, 20 - 26, 13 - 13, 20 - 10   |                      |                                                |                                                                                                   |  |
|                                        | Estadísticas G. Lee 17 S. Salin 5 T. Rannikko 7 | Reporte Pts Reb Asts | Estadísticas 18 I. Fotu 12 M. Vukona 5 L. Tait | Pabellón: Bizkaia Arena, Baracaldo Árbitros: Miguel Pérez Pérez Alejandro Chiti Alejandro Sánchez |  |

| 4 de septiembre de 2014, 16:00 (GMT+2) | Ucrania                                                 | 71–95                | Estados Unidos                                    |                                                                                                 |  |
|                                        | Parciales: 19 - 14, 13 - 30, 22 - 25, 17 - 26           |                      |                                                   |                                                                                                 |  |
|                                        | Estadísticas S. Kravtsov 15 M. Kornienko 6 O. Mishula 4 | Reporte Pts Reb Asts | Estadísticas 17 J. Harden 8 K. Faried 6 K. Irving | Pabellón: Bizkaia Arena, Baracaldo Árbitros: Matej Boltauzer Arnaud Kom Njilo Ferdinand Pascual |  |

| 4 de septiembre de 2014, 21:30 (GMT+2) | Turquía                                           | 75–61                | República Dominicana                                 |                                                                                              |  |
|                                        | Parciales: 14 - 13, 27 - 10, 19 - 18, 17 - 23     |                      |                                                      |                                                                                              |  |
|                                        | Estadísticas O. Savas 15 Ö. Asik 10 E. Preldzic 5 | Reporte Pts Reb Asts | Estadísticas 18 F. García 5 O. Sánchez 6 J. Coronado | Pabellón: Bizkaia Arena, Baracaldo Árbitros: Cristiano Maranho Josep Bissang Milivoje Jovcic |  |

### Grupo D
| Equipo        | Pts | PG | PP | PF  | PC  | Dif  |
| ------------- | --- | -- | -- | --- | --- | ---- |
| Lituania      | 9   | 4  | 1  | 383 | 331 | 52   |
| Eslovenia     | 9   | 4  | 1  | 425 | 374 | 51   |
| Australia     | 8   | 3  | 2  | 404 | 373 | 31   |
| México        | 7   | 2  | 3  | 370 | 372 | -2   |
| Angola        | 7   | 2  | 3  | 375 | 399 | -24  |
| Corea del Sur | 5   | 0  | 5  | 316 | 424 | -108 |

| 30 de agosto de 2014, 12:30 (GMT+1) | Angola                                              | 80–69                | Corea del Sur                                              | |  |
|                                     | Parciales: 16 - 6, 20 - 12, 16 - 30, 28 - 21        |                      |                                                            | |  |
|                                     | Estadísticas Y. Moreira 16 Y. Moreira 10 A. Costa 6 | Reporte Pts Reb Asts | Estadísticas 15 Sunhyung Kim 5 Heejong Yang 5 Sunhyung Kim | Pabellón: Gran Canaria Arena, Las Palmas de Gran Canaria Árbitros: Elias Koromilas Sreten Radovic Luis Roberto Vásquez |  |

| 30 de agosto de 2014, 16:30 (GMT+1) | Australia                                              | 80–90                | Eslovenia                                         | |  |
|                                     | Parciales: 19 - 27, 24 - 22, 17 - 20, 20 - 21          |                      |                                                   | |  |
|                                     | Estadísticas A. Baynes 21 A. Baynes 7 M. Dellavedova 5 | Reporte Pts Reb Asts | Estadísticas 21 G. Dragić 7 G. Dragić 4 G. Dragić | Pabellón: Gran Canaria Arena, Las Palmas de Gran Canaria Árbitros: Steven Anderson Reynaldo Mercedes Eddie Viator |  |

| 30 de agosto de 2014, 19:00 (GMT+1) | México                                         | 74–87                | Lituania                                                      | |  |
|                                     | Parciales: 27 - 22, 14 - 23, 12 - 22, 21 - 20  |                      |                                                               | |  |
|                                     | Estadísticas F. Cruz 21 Paul Stoll 5 F. Cruz 4 | Reporte Pts Reb Asts | Estadísticas 17 J. Valanciunas 5 J. Valanciunas 5 R. Seibutis | Pabellón: Gran Canaria Arena, Las Palmas de Gran Canaria Árbitros: Marcos Benito Robert Lottermoser Kingsley Ojeaburu |  |

| 31 de agosto de 2014, 12:30 (GMT+1) | Corea del Sur                                 | 55–89                | Australia                                               | |  |
|                                     | Parciales: 17 - 26, 12 - 18, 12 - 23, 14 - 23 |                      |                                                         | |  |
|                                     | Estadísticas S. Kim 13 H. Yang 4 S. Kim 3     | Reporte Pts Reb Asts | Estadísticas 17 J. Inglés 10 A. Baynes 8 M. Dellavedova | Pabellón: Gran Canaria Arena, Las Palmas de Gran Canaria Árbitros: Eddie Viator Steven Anderson Kingsley Ojeaburu |  |

| 31 de agosto de 2014, 16:30 (GMT+1) | Eslovenia                                         | 89–68                | México                                           | |  |
|                                     | Parciales: 24 - 18, 22 - 19, 19 - 13, 24 - 18     |                      |                                                  | |  |
|                                     | Estadísticas G. Dragić 22 Z. Dragić 3 G. Dragić 6 | Reporte Pts Reb Asts | Estadísticas 23 G. Ayon 5 H. Hernández 4 F. Cruz | Pabellón: Gran Canaria Arena, Las Palmas de Gran Canaria Árbitros: Marcos Benito Elias Koromilas Robert Lottermosr |  |

| 31 de agosto de 2014, 19:00 (GMT+1) | Lituania                                                      | 75–62                | Angola                                                | |  |
|                                     | Parciales: 23 - 22, 15 - 13, 25 - 14, 12 - 13                 |                      |                                                       | |  |
|                                     | Estadísticas D. Motiejunas 12 J. Valanciunas 13 R. Seibutis 4 | Reporte Pts Reb Asts | Estadísticas 13 O. Cipriano 9 E. Mingas 3 O. Cipriano | Pabellón: Gran Canaria Arena, Las Palmas de Gran Canaria Árbitros: Reynaldo Mercedes Yeigeniy Mikheyev Luis Roberto Vázquez |  |

| 2 de septiembre de 2014, 12:30 (GMT+1) | Angola                                              | 55–79                | México                                            | |  |
|                                        | Parciales: 20 - 15, 15 - 21, 10 - 21, 20 - 19       |                      |                                                   | |  |
|                                        | Estadísticas Y. Moreira 13 Y. Moreira 9 M. Barros 3 | Reporte Pts Reb Asts | Estadísticas 24 H. Hernández 12 G. Ayon 4 F. Cruz | Pabellón: Gran Canaria Arena, Las Palmas de Gran Canaria Árbitros: Sreten Radovic Elias Koromilas Eddie Viator |  |

| 2 de septiembre de 2014, 16:30 (GMT+1) | Australia                                         | 82–75                | Lituania                                                   | |  |
|                                        | Parciales: 30 - 20, 17 - 8, 15 - 28, 20 - 19      |                      |                                                            | |  |
|                                        | Estadísticas J. Inglés 18 A. Baynes 6 J. Inglés 4 | Reporte Pts Reb Asts | Estadísticas 21 R. Seibutis 6 J. Valanciunas 3 R. Seibutis | Pabellón: Gran Canaria Arena, Las Palmas de Gran Canaria Árbitros: Reynaldo Mercedes Marcos Benito Luis Roberto Vázquez |  |

| 2 de septiembre de 2014, 19:00 (GMT+1) | Corea del Sur                                 | 72–89                | Eslovenia                                        | |  |
|                                        | Parciales: 21 - 19, 18 - 21, 17 - 30, 16 - 19 |                      |                                                  | |  |
|                                        | Estadísticas J. Lee 12 J. Kim 6 T. Moon 3     | Reporte Pts Reb Asts | Estadísticas 22 G. Dragić 11 A. Omić 4 G. Dragić | Pabellón: Gran Canaria Arena, Las Palmas de Gran Canaria Árbitros: Steven Anderson Robert Lottermoser Yeigeniy Mikheyev |  |

| 3 de septiembre de 2014, 12:30 (GMT+1) | México                                        | 62–70                | Australia                                           | |  |
|                                        | Parciales: 19 - 22, 13 - 11, 13 - 26, 17 - 11 |                      |                                                     | |  |
|                                        | Estadísticas G. Ayon 11 G. Ayon 9 O. Méndez 5 | Reporte Pts Reb Asts | Estadísticas 21 A. Baynes 7 D. Andersen 5 J. Inglés | Pabellón: Gran Canaria Arena, Las Palmas de Gran Canaria Árbitros: Sreten Radovic Robert Lottermoser Luis Roberto Vásquez |  |

| 3 de septiembre de 2014, 16:30 (GMT+1) | Eslovenia                                         | 93–87                | Angola                                           | |  |
|                                        | Parciales: 17 - 17, 27 - 26, 21 - 23, 28 - 21     |                      |                                                  | |  |
|                                        | Estadísticas D. Lorbek 17 G. Dragić 7 D. Lorbek 4 | Reporte Pts Reb Asts | Estadísticas 21 R. Fortes 6 R. Moore 6 A. Acosta | Pabellón: Gran Canaria Arena, Las Palmas de Gran Canaria Árbitros: Eddie Viator Reynaldo Mercedes Kingsley Ojeaburu |  |

| 3 de septiembre de 2014, 19:00 (GMT+1) | Lituania                                                       | 79–49                | Corea del Sur                             | |  |
|                                        | Parciales: 17 - 19, 22 - 10, 18 - 4, 22 - 16                   |                      |                                           | |  |
|                                        | Estadísticas A. Juskevicius 20 D. Motiejunas 7 D. Motiejunas 5 | Reporte Pts Reb Asts | Estadísticas 15 T. Moon 4 J. Lee 4 T. Kim | Pabellón: Gran Canaria Arena, Las Palmas de Gran Canaria Árbitros: Elias Koromilas Steven Anderson Yeigeniy Mikheyev |  |

| 4 de septiembre de 2014, 12:30 (GMT+1) | Australia                                           | 83–91                | Angola                                               | |  |
|                                        | Parciales: 22 - 17, 20 - 12, 23 - 34, 18 - 28       |                      |                                                      | |  |
|                                        | Estadísticas C. Goulding 22 C. Goulding 6 D. Exum 6 | Reporte Pts Reb Asts | Estadísticas 38 Y. Moreira 15 Y. Moreira 6 A. Acosta | Pabellón: Gran Canaria Arena, Las Palmas de Gran Canaria Árbitros: Sreten Radovic Robert Lottermoser Yeigeniy Mikheyev |  |

| 4 de septiembre de 2014, 16:30 (GMT+1) | Corea del Sur                                 | 71–87                | México                                                      | |  |
|                                        | Parciales: 11 - 18, 19 - 22, 17 - 21, 24 - 26 |                      |                                                             | |  |
|                                        | Estadísticas T. Moon 16 H. Yang 5 S. Cho 4    | Reporte Pts Reb Asts | Estadísticas 17 H. Hernández 11 H. Hernández 4 J. Gutiérrez | Pabellón: Gran Canaria Arena, Las Palmas de Gran Canaria Árbitros: Marcos Benito Kingsley Ojeaburu Luis Roberto Vázquez |  |

| 4 de septiembre de 2014, 19:00 (GMT+1) | Lituania                                                        | 67–64                | Eslovenia                                         | |  |
|                                        | Parciales: 22- 24, 14 - 20, 19 - 18, 12 - 2                     |                      |                                                   | |  |
|                                        | Estadísticas J. Valanciunas 12 D. Lavrinovic 8 A. Juskevicius 3 | Reporte Pts Reb Asts | Estadísticas 14 D. Lorbek 6 Z. Dragić 4 G. Dragić | Pabellón: Gran Canaria Arena, Las Palmas de Gran Canaria Árbitros: Steven Anderson Elias Koromilas Eddie Viator |  |

## Segunda fase
|  | Octavos de final     | Octavos de final    |                |           | Cuartos de final     | Cuartos de final     |  |                | Semifinales           | Semifinales           |          |                | Final                 | Final                 |  |
|  | 6 y 7 de septiembre  | 6 y 7 de septiembre |                |           | 9 y 10 de septiembre | 9 y 10 de septiembre |  |                | 11 y 12 de septiembre | 11 y 12 de septiembre |          |                | 13 y 14 de septiembre | 13 y 14 de septiembre |  |
|  |                      |                     |                |           |                      |                      |  |                |                       |                       |          |                |                       |                       |  |
|  |                      |                     |                |           |                      |                      |  |                |                       |                       |          |                |                       |                       |  |
|  | República Dominicana | 61                  |                |           |                      |                      |  |                |                       |                       |          |                |                       |                       |  |
|  | República Dominicana | 61                  |                |           |                      |                      |  |                |                       |                       |          |                |                       |                       |  |
|  | Eslovenia            | 71                  |                |           |                      |                      |  |                |                       |                       |          |                |                       |                       |  |
|  | Eslovenia            | 71                  |                | Eslovenia | 76                   |                      |  |                |                       |                       |          |                |                       |                       |  |
|  |                      |                     |                | Eslovenia | 76                   |                      |  |                |                       |                       |          |                |                       |                       |  |
|  |                      |                     | Estados Unidos | 119       |                      |                      |  |                |                       |                       |          |                |                       |                       |  |
|  | Estados Unidos       | 86                  | Estados Unidos | 119       |                      |                      |  |                |                       |                       |          |                |                       |                       |  |
|  | Estados Unidos       | 86                  |                |           |                      |                      |  |                |                       |                       |          |                |                       |                       |  |
|  | México               | 63                  |                |           |                      |                      |  |                |                       |                       |          |                |                       |                       |  |
|  | México               | 63                  |                |           |                      |                      |  | Estados Unidos | 96                    |                       |          |                |                       |                       |  |
|  |                      |                     |                |           |                      |                      |  | Estados Unidos | 96                    |                       |          |                |                       |                       |  |
|  |                      |                     | Lituania       | 68        |                      |                      |  |                |                       |                       |          |                |                       |                       |  |
|  | Nueva Zelanda        | 71                  | Lituania       | 68        |                      |                      |  |                |                       |                       |          |                |                       |                       |  |
|  | Nueva Zelanda        | 71                  |                |           |                      |                      |  |                |                       |                       |          |                |                       |                       |  |
|  | Lituania             | 76                  |                |           |                      |                      |  |                |                       |                       |          |                |                       |                       |  |
|  | Lituania             | 76                  |                | Lituania  | 73                   |                      |  |                |                       |                       |          |                |                       |                       |  |
|  |                      |                     |                | Lituania  | 73                   |                      |  |                |                       |                       |          |                |                       |                       |  |
|  |                      |                     | Turquía        | 61        |                      |                      |  |                |                       |                       |          |                |                       |                       |  |
|  | Turquía              | 65                  | Turquía        | 61        |                      |                      |  |                |                       |                       |          |                |                       |                       |  |
|  | Turquía              | 65                  |                |           |                      |                      |  |                |                       |                       |          |                |                       |                       |  |
|  | Australia            | 64                  |                |           |                      |                      |  |                |                       |                       |          |                |                       |                       |  |
|  | Australia            | 64                  |                |           |                      |                      |  |                |                       |                       |          | Estados Unidos | 129                   |                       |  |
|  |                      |                     |                |           |                      |                      |  |                |                       |                       |          | Estados Unidos | 129                   |                       |  |
|  |                      |                     | Serbia         | 92        |                      |                      |  |                |                       |                       |          |                |                       |                       |  |
|  | Francia              | 69                  | Serbia         | 92        |                      |                      |  |                |                       |                       |          |                |                       |                       |  |
|  | Francia              | 69                  |                |           |                      |                      |  |                |                       |                       |          |                |                       |                       |  |
|  | Croacia              | 64                  |                |           |                      |                      |  |                |                       |                       |          |                |                       |                       |  |
|  | Croacia              | 64                  |                | Francia   | 65                   |                      |  |                |                       |                       |          |                |                       |                       |  |
|  |                      |                     |                | Francia   | 65                   |                      |  |                |                       |                       |          |                |                       |                       |  |
|  |                      |                     | España         | 52        |                      |                      |  |                |                       |                       |          |                |                       |                       |  |
|  | España               | 89                  | España         | 52        |                      |                      |  |                |                       |                       |          |                |                       |                       |  |
|  | España               | 89                  |                |           |                      |                      |  |                |                       |                       |          |                |                       |                       |  |
|  | Senegal              | 56                  |                |           |                      |                      |  |                |                       |                       |          |                |                       |                       |  |
|  | Senegal              | 56                  |                |           |                      |                      |  | Francia        | 85                    |                       |          |                |                       |                       |  |
|  |                      |                     |                |           |                      |                      |  | Francia        | 85                    |                       |          |                |                       |                       |  |
|  |                      |                     | Serbia         | 90        |                      |                      |  |                |                       |                       |          |                |                       |                       |  |
|  | Serbia               | 90                  | Serbia         | 90        |                      |                      |  |                |                       |                       |          |                |                       |                       |  |
|  | Serbia               | 90                  |                |           |                      |                      |  |                |                       |                       |          |                |                       |                       |  |
|  | Grecia               | 72                  |                |           |                      |                      |  |                |                       |                       |          |                |                       |                       |  |
|  | Grecia               | 72                  |                | Serbia    | 84                   |                      |  |                |                       |                       |          | Tercer lugar   | Tercer lugar          |                       |  |
|  |                      |                     |                | Serbia    | 84                   |                      |  |                |                       |                       |          | Tercer lugar   | Tercer lugar          |                       |  |
|  |                      |                     | Brasil         | 56        |                      |                      |  |                |                       |                       |          |                |                       |                       |  |
|  | Brasil               | 85                  | Brasil         | 56        |                      |                      |  |                |                       |                       | Lituania | 93             |                       |                       |  |
|  | Brasil               | 85                  |                |           |                      |                      |  |                |                       |                       | Lituania | 93             |                       |                       |  |
|  | Argentina            | 65                  |                |           |                      |                      |  |                |                       |                       |          |                | Francia               | 95                    |  |
|  | Argentina            | 65                  |                |           |                      |                      |  |                |                       |                       |          |                | Francia               | 95                    |  |
|  |                      |                     |                |           |                      |                      |  |                |                       |                       |          |                |                       |                       |  |

### Octavos de final
| 6 de septiembre de 2014, 16:00 (UTC +2) | Estados Unidos                                  | 86–63                | México                                           |                                                                                          |  |
|                                         | Parciales: 23 - 13, 19 - 14, 24 - 11, 20 - 25   |                      |                                                  |                                                                                          |  |
|                                         | Estadísticas S. Curry 20 K. Faried 8 S. Curry 4 | Reporte Pts Reb Asts | Estadísticas 26 G. Ayon 8 G. Ayon 3 J. Gutiérrez | Pabellón: Palau Sant Jordi, Barcelona Árbitros: Eddie Viator Carlos Julio Olegs Latisevs |  |

| 6 de septiembre de 2014, 18:00 (UTC +2) | Francia                                             | 69–64                | Croacia                                                 | |  |
|                                         | Parciales: 7 - 15, 16 - 7, 23 - 12, 23 - 30         |                      |                                                         | |  |
|                                         | Estadísticas E. Fournier 13 M. Gelabale 6 B. Diaw 5 | Reporte Pts Reb Asts | Estadísticas 27 B. Bogdanović 7 D. Saric 6 O. Lafayette | Pabellón: Palacio de Deportes de la Comunidad de Madrid, Madrid Árbitros: Anthony Jordan José Reyes Boris Ryzhyk |  |

| 6 de septiembre de 2014, 20:00 (UTC +2) | República Dominicana                                  | 61–71                | Eslovenia                                        | |  |
|                                         | Parciales: 15 - 15, 23 - 13, 16 - 20, 17 - 13         |                      |                                                  | |  |
|                                         | Estadísticas J. Feldeine 18 E. Vargas 8 J. Feldeine 3 | Reporte Pts Reb Asts | Estadísticas 18 Z. Dragić 5 E. Murič 6 G. Dragić | Pabellón: Palau Sant Jordi, Barcelona Asistencia: 10 324 espectadores Árbitros: Christos Christodoulou Alejandro Chiti Juan Carlos González |  |

| 6 de septiembre de 2014, 22:00 (UTC +2) | España                                         | 89–56                | Senegal                                            | |  |
|                                         | Parciales: 23 - 17, 18 - 11, 21 - 15, 27 - 13  |                      |                                                    | |  |
|                                         | Estadísticas P. Gasol 17 M. Gasol 6 R. Rubio 6 | Reporte Pts Reb Asts | Estadísticas 12 M. Faye 7 I. Thomas 4 X. d'Almeida | Pabellón: Palacio de Deportes de la Comunidad de Madrid, Madrid Árbitros: Sreten Radovic Matej Boltauzer Robert Lottermoser |  |

| 7 de septiembre de 2014, 16:00 (UTC +2) | Nueva Zelanda                                       | 71–76                | Lituania                                                       |                                                                                                   |  |
|                                         | Parciales: 9 - 23, 17 - 13, 24 - 22, 21 - 18        |                      |                                                                |                                                                                                   |  |
|                                         | Estadísticas C. Webster 26 M. Vukona 10 K. Penney 3 | Reporte Pts Reb Asts | Estadísticas 22 J. Valanciunas 13 J. Valanciunas 5 R. Seibutis | Pabellón: Palau Sant Jordi, Barcelona Árbitros: Ilija Belosevic Alejandro Chiti Ferdinand Pascual |  |

| 7 de septiembre de 2014, 18:00 (UTC +2) | Serbia                                                    | 90–72                | Grecia                                                      | |  |
|                                         | Parciales: 23 - 20, 23 - 22, 18 - 13, 26 - 17             |                      |                                                             | |  |
|                                         | Estadísticas B. Bogdanović 21 N. Bjelica 10 M. Teodosić 5 | Reporte Pts Reb Asts | Estadísticas 14 N. Calathes 5 K. Kaimakoglou 5 G. Printezis | Pabellón: Palacio de Deportes de la Comunidad de Madrid, Madrid Árbitros: Michael Aylen Robert Lottermoser Stephen Seibel |  |

| 7 de septiembre de 2014, 20:00 (UTC +2) | Turquía                                                | 65–64                | Australia                                              |                                                                                                  |  |
|                                         | Parciales: 15 - 18, 19 - 17, 12 - 15, 19 - 14          |                      |                                                        |                                                                                                  |  |
|                                         | Estadísticas E. Preldzic 16 E. Preldzic 7 K. Tunçeri 3 | Reporte Pts Reb Asts | Estadísticas 15 A. Baynes 7 A. Baynes 5 M. Dellavedova | Pabellón: Palau Sant Jordi, Barcelona Árbitros: Cristiano Maranho Steven Anderson Olegs Latisevs |  |

| 7 de septiembre de 2014, 22:00 (UTC +2) | Brasil                                            | 85–65                | Argentina                                         | |  |
|                                         | Parciales: 13 - 21, 20 - 15, 24 - 13, 28 - 16     |                      |                                                   | |  |
|                                         | Estadísticas R. Neto 21 A. Varejao 9 A. Varejao 4 | Reporte Pts Reb Asts | Estadísticas 18 P. Prigioni 7 L. Scola 3 L. Scola | Pabellón: Palacio de Deportes de la Comunidad de Madrid, Madrid Árbitros: Luigi Lamonica Sreten Radovic Jorge Vázquez |  |

### Cuartos de final
| 9 de septiembre de 2014, 17:00 (UTC+2) | Lituania                                                  | 73–61                | Turquía                                            |                                                                                                  |  |
|                                        | Parciales: 13 - 18, 20 - 10, 14 - 16, 26 - 17             |                      |                                                    |                                                                                                  |  |
|                                        | Estadísticas M. Pocius 13 J. Valanciunas 13 R. Seibutis 3 | Reporte Pts Reb Asts | Estadísticas 13 K. Gönlüm 10 Ö. Asik 5 E. Preldzic | Pabellón: Palau Sant Jordi, Barcelona Árbitros: Juan Carlos González Stephen Seibel Eddie Viator |  |

| 9 de septiembre de 2014, 21:00 (UTC+2) | Eslovenia                                         | 76–119               | Estados Unidos                                    | |  |
|                                        | Parciales: 22 - 29, 20 - 20, 22 - 37, 12 - 33     |                      |                                                   | |  |
|                                        | Estadísticas G. Dragić 13 D. Lorbek 6 G. Dragić 4 | Reporte Pts Reb Asts | Estadísticas 20 K. Thompson 11 A. Davis 5 D. Rose | Pabellón: Palau Sant Jordi, Barcelona Árbitros: Cristiano Maranho Robert Lottermoser Ferdinand Pascual |  |

| 10 de septiembre de 2014, 18:00 (UTC+2) | Serbia                                                | 84–56                | Brasil                                               | |  |
|                                         | Parciales: 21 - 17, 16 - 15, 29 - 12, 18 - 12         |                      |                                                      | |  |
|                                         | Estadísticas M. Teodosić 23 N. Bjelica 8 N. Bjelica 5 | Reporte Pts Reb Asts | Estadísticas 12 A. Varejao 9 A. Varejao 9 M. Huertas | Pabellón: Palacio de Deportes de la Comunidad de Madrid, Madrid Árbitros: Steven Anderson José Reyes Borys Ryzkyk |  |

| 10 de septiembre de 2014, 22:00 (UTC+2) | Francia                                        | 65–52                | España                                             | |  |
|                                         | Parciales: 15 - 15, 20 - 13, 7 - 15, 23 - 9    |                      |                                                    | |  |
|                                         | Estadísticas B. Diaw 15 R. Gobert 13 A. Diot 4 | Reporte Pts Reb Asts | Estadísticas 17 P. Gasol 8 P. Gasol 3 R. Fernández | Pabellón: Palacio de Deportes de la Comunidad de Madrid, Madrid Árbitros: Luigi Lamonica Michael Aylen Olegs Latisevs |  |

### Semifinales
| 11 de septiembre de 2014, 21:00 (UTC +2) | Lituania                                                    | 68–96                | Estados Unidos                                 | |  |
|                                          | Parciales: 16 - 21, 19 - 22, 14 - 36, 19 - 17               |                      |                                                | |  |
|                                          | Estadísticas M. Kuzminskas 15 M. Kuzminskas 9 R. Seibutis 2 | Reporte Pts Reb Asts | Estadísticas 18 K. Irving 7 R. Gay 4 K. Irving | Pabellón: Palacio de Deportes de la Comunidad de Madrid, Madrid Árbitros: José Reyes Matej Boltauzer Sreten Radovic |  |

| 12 de septiembre de 2014, 22:00 (UTC +2) | Francia                                          | 85–90                | Serbia                                                 | |  |
|                                          | Parciales: 15 - 21, 17 - 25, 14 - 15, 39 - 29    |                      |                                                        | |  |
|                                          | Estadísticas N. Batum 35 B. Diaw 10 T. Heurtel 6 | Reporte Pts Reb Asts | Estadísticas 24 M. Teodosić 7 N. Bjelica 5 S. Markovic | Pabellón: Palacio de Deportes de la Comunidad de Madrid, Madrid Árbitros: Cristiano Maranho Alejandro Chiti Christos Christodolou |  |

### Tercer lugar
| 13 de septiembre de 2014, 18:00 (UTC +2) | Lituania                                                      | 93–95                | Francia                                           | |  |
|                                          | Parciales: 19 - 22, 23 - 21, 29 - 21, 22 - 31                 |                      |                                                   | |  |
|                                          | Estadísticas J. Valanciunas 25 J. Valanciunas 9 R. Seibutis 4 | Reporte Pts Reb Asts | Estadísticas 27 N. Batum 9 J. Lauvergne 4 B. Diaw | Pabellón: Palacio de Deportes de la Comunidad de Madrid, Madrid Árbitros: Steven Anderson Ilija Belosevic Juan Carlos González |  |

### Final
| 14 de septiembre de 2014, 21:00 (UTC +2) | Estados Unidos                                | 129–92               | Serbia                                                 | |  |
|                                          | Parciales: 35 - 21, 32 - 20, 38 - 26, 24 - 25 |                      |                                                        | |  |
|                                          | Estadísticas Irving 26 D. Cousins 9 D. Rose 6 | Reporte Pts Reb Asts | Estadísticas 18 N. Bjelica 6 S. Markovic 7 M. Teodosić | Pabellón: Palacio de Deportes de la Comunidad de Madrid, Madrid Árbitros: Stephen Seibel Borys Ryzhyk Eddie Viator |  |

|                                   |
| Bandera de Estados Unidos         |
| Campeón Estados Unidos 5.º título |

## Galardones y estadísticas
- MVP :

 Kyrie Irving (USA)
- Quinteto ideal :

 Kyrie Irving (USA)
 Miloš Teodosić (SRB)
 Nicolas Batum (FRA)
 Kenneth Faried (USA)
 Pau Gasol (ESP)

### Posiciones globales

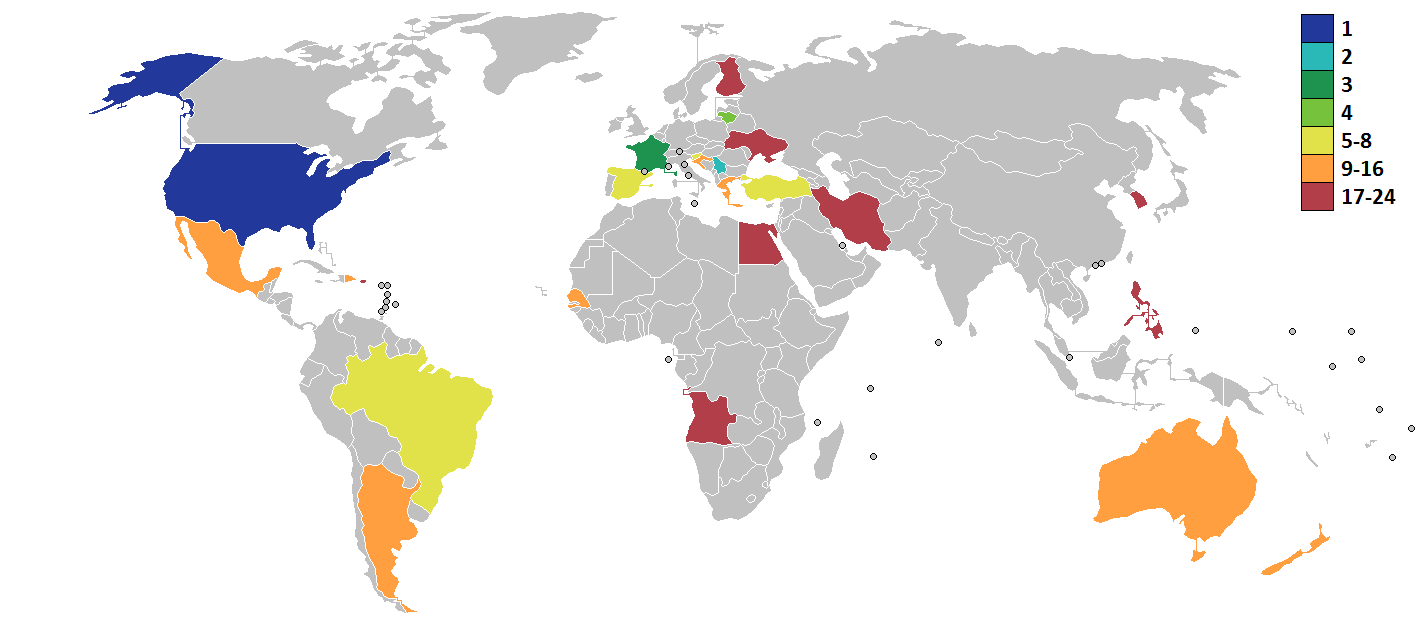
Selecciones agrupadas por posición.

La clasificación final se determina según el método de desempate establecido por la FIBA:
|    | Equipo               | Pts | PG | PP | PF  | PC  | Dif  | Pct   |
| -- | -------------------- | --- | -- | -- | --- | --- | ---- | ----- |
| 1  | Estados Unidos       | 16  | 8  | 0  | 812 | 552 | 260  | 1.000 |
| 2  | Serbia               | 13  | 5  | 3  | 651 | 591 | 60   | 0.625 |
| 3  | Francia              | 13  | 5  | 3  | 595 | 563 | 32   | 0.625 |
| 4  | Lituania             | 13  | 5  | 3  | 595 | 563 | 32   | 0.625 |
| 5  | España               | 13  | 6  | 1  | 581 | 435 | 146  | 0.857 |
| 6  | Brasil               | 12  | 5  | 2  | 557 | 482 | 75   | 0.714 |
| 7  | Eslovenia            | 12  | 5  | 2  | 572 | 554 | 18   | 0.714 |
| 8  | Turquía              | 11  | 4  | 3  | 419 | 437 | −18  | 0.571 |
| 9  | Grecia               | 11  | 5  | 1  | 486 | 439 | 47   | 0.833 |
| 10 | Croacia              | 9   | 3  | 3  | 478 | 467 | 11   | 0.500 |
| 11 | Argentina            | 9   | 3  | 3  | 485 | 456 | 29   | 0.500 |
| 12 | Australia            | 9   | 3  | 3  | 468 | 443 | 25   | 0.500 |
| 13 | República Dominicana | 8   | 2  | 4  | 408 | 457 | −49  | 0.333 |
| 14 | México               | 8   | 2  | 4  | 433 | 458 | −25  | 0.333 |
| 15 | Nueva Zelanda        | 8   | 2  | 4  | 418 | 452 | −34  | 0.333 |
| 16 | Senegal              | 8   | 2  | 4  | 404 | 488 | −84  | 0.333 |
| 17 | Angola               | 7   | 2  | 3  | 375 | 399 | −24  | 0.400 |
| 18 | Ucrania              | 7   | 2  | 3  | 344 | 369 | −25  | 0.400 |
| 19 | Filipinas            | 6   | 1  | 4  | 383 | 404 | −21  | 0.200 |
| 20 | Irán                 | 6   | 1  | 4  | 344 | 406 | −62  | 0.200 |
| 21 | Puerto Rico          | 6   | 1  | 4  | 388 | 446 | −58  | 0.200 |
| 22 | Finlandia            | 6   | 1  | 4  | 342 | 408 | −66  | 0.200 |
| 23 | Corea del Sur        | 5   | 0  | 5  | 316 | 424 | −108 | 0.000 |
| 24 | Egipto               | 5   | 0  | 5  | 311 | 486 | −175 | 0.000 |

1. ↑    - Clasificación del 17.º al 24.º: 
    1. Lugar en el grupo ronda preliminar (equipos quinto clasificados 17.º al 20.º; equipos sexto clasificados 21.º al 24.º)
    2. Victorias y derrotas en el grupo ronda preliminar
    3. Promedio en el grupo de la ronda preliminar

  - Clasificación del 5.º al 16.º: 
    1. Victorias y derrotas en el grupo ronda preliminar
    2. Lugar en el grupo ronda preliminar
    3. Objetivo promedio en el grupo de la ronda preliminar

  - Clasificación del 1.º al 4.º: 
    1. Resultado de la ronda final

## Derechos de difusión televisiva
La FIBA concedió los derechos de retrasmisión televisiva a diferentes operadores de cada país. Algunos de ellos son:
| - Alemania: Sport1. - Argentina: TV Pública, TyC Sports, DirecTV. - Australia: ABC. - Brasil: ESPN Brasil, SporTV. - China: CCTV-5. - Corea del Sur: SBS. - Croacia: HRT. - España: Mediaset España. - Estados Unidos: ESPN, ESPN Deportes. - Francia: Canal+ Sport. - Filipinas: Basketball TV. - Grecia: OTE Sport. - India: NEO Sports. - Irán: IRIB. - Italia: Sportitalia. | - Japón: Fuji TV. - Liga Árabe: beIN Sports. - México: Fox Sports Norte, Televisa, TV Azteca. - Países Bajos: Sport1. - Países bálticos: Viasat Sport. - Paraguay: Paraguay TV, Tigo Sports, DirecTV. - Portugal: Sport TV. - Puerto Rico: Telemundo. - República Dominicana: Fox Sports Norte. - Serbia: RTS. - Sudamérica: DirecTV. - Suecia: Viasat Sport. - Suiza: RTS. - Turquía: NTV. - Uruguay: VTV, DirecTV |

## Plantilla de los equipos semifinalistas
| Estados Unidos              | Estados Unidos   | Estados Unidos | Estados Unidos  | Estados Unidos | Estados Unidos        |
| Num                         | Jugador          | Pos            | Altura          | Edad           | Equipo                |
| --------------------------- | ---------------- | -------------- | --------------- | -------------- | --------------------- |
| 4                           | Stephen Curry    | B              | 1,88 m (6′ 2″)  | 26             | Golden State Warriors |
| 5                           | Klay Thompson    | E              | 1,98 m (6′ 6″)  | 24             | Golden State Warriors |
| 6                           | Derrick Rose     | B              | 1,91 m (6′ 3″)  | 25             | Chicago Bulls         |
| 7                           | Kenneth Faried   | AP             | 2,03 m (6′ 8″)  | 24             | Denver Nuggets        |
| 8                           | Rudy Gay         | A              | 2,03 m (6′ 8″)  | 28             | Sacramento Kings      |
| 9                           | DeMar DeRozan    | E              | 1,98 m (6′ 6″)  | 25             | Toronto Raptors       |
| 10                          | Kyrie Irving     | B              | 1,88 m (6′ 2″)  | 22             | Cleveland Cavaliers   |
| 11                          | Mason Plumlee    | P              | 2,13 m (7′ 0″)  | 24             | Brooklyn Nets         |
| 12                          | DeMarcus Cousins | P              | 2,11 m (6′ 11″) | 24             | Sacramento Kings      |
| 13                          | James Harden     | E              | 1,96 m (6′ 5″)  | 25             | Houston Rockets       |
| 14                          | Anthony Davis    | AP             | 2,08 m (6′ 10″) | 21             | New Orleans Pelicans  |
| 15                          | Andre Drummond   | P              | 2,08 m (6′ 10″) | 21             | Detroit Pistons       |
| Entrenador: Mike Krzyzewski |                  |                |                 |                |                       |

| Serbia                          | Serbia             | Serbia | Serbia          | Serbia | Serbia                |
| Num                             | Jugador            | Pos    | Altura          | Edad   | Equipo                |
| ------------------------------- | ------------------ | ------ | --------------- | ------ | --------------------- |
| 4                               | Miloš Teodosić     | B      | 1,96 m (6′ 5″)  | 27     | CSKA Moscú            |
| 5                               | Marko Simonović    | A      | 2,03 m (6′ 8″)  | 28     | KK Crvena Zvezda      |
| 6                               | Stefan Jović       | B      | 1,96 m (6′ 5″)  | 24     | Radnicki Kragujevac   |
| 7                               | Bogdan Bogdanović  | E      | 1,98 m (6′ 6″)  | 22     | Fenerbahçe Ülkerspor  |
| 8                               | Nemanja Bjelica    | A      | 2,09 m (6′ 10″) | 26     | Fenerbahçe Ülkerspor  |
| 9                               | Stefan Markovic    | E      | 1,91 m (6′ 3″)  | 27     | Unicaja Málaga        |
| 10                              | Nikola Kalinić     | A      | 2,02 m (6′ 8″)  | 25     | KK Crvena Zvezda      |
| 11                              | Stefan Bircevic    | P      | 2,10 m (6′ 11″) | 25     | Estudiantes de Madrid |
| 12                              | Nenad Krstić       | P      | 2,14 m (7′ 0″)  | 31     | Anadolu Efes S.K.     |
| 13                              | Miroslav Raduljica | P      | 2,13 m (7′ 0″)  | 26     | Milwaukee Bucks       |
| 14                              | Raško Katić        | P      | 2,08 m (6′ 10″) | 34     | KK Crvena Zvezda      |
| 15                              | Vladimir Stimac    | P      | 2,11 m (6′ 11″) | 27     | FC Bayern Munich      |
| Entrenador: Aleksandar Đorđević |                    |        |                 |        |                       |

| Francia                    | Francia                | Francia | Francia         | Francia | Francia                |
| Num                        | Jugador                | Pos     | Altura          | Edad    | Equipo                 |
| -------------------------- | ---------------------- | ------- | --------------- | ------- | ---------------------- |
| 4                          | Thomas Heurtel         | B       | 1,88 m (6′ 2″)  | 25      | Laboral Kutxa Baskonia |
| 5                          | Nicolas Batum          | A-AP    | 2,03 m (6′ 8″)  | 25      | Portland Trail Blazers |
| 6                          | Antoine Diot           | B       | 1,91 m (6′ 3″)  | 25      | Strasbourg IG          |
| 7                          | Joffrey Lauvergne      | P       | 2,09 m (6′ 10″) | 22      | KK Partizan            |
| 8                          | Charles Lombahe-Kahudi | A       | 1,97 m (6′ 6″)  | 28      | Le Mans Sarthe Basket  |
| 9                          | Edwin Jackson          | A       | 1,90 m (6′ 3″)  | 24      | Lyon-Villeurbanne      |
| 10                         | Evan Fournier          | E       | 2,00 m (6′ 7″)  | 21      | Denver Nuggets         |
| 11                         | Florent Piétrus        | AP      | 2,01 m (6′ 7″)  | 33      | SLUC Nancy Basket      |
| 12                         | Rudy Gobert            | P       | 2,15 m (7′ 1″)  | 22      | Utah Jazz              |
| 13                         | Boris Diaw             | AP      | 2,05 m (6′ 9″)  | 32      | San Antonio Spurs      |
| 14                         | Kim Tillie             | AP      | 2,11 m (6′ 11″) | 26      | Laboral Kutxa Baskonia |
| 15                         | Mickaël Gelabale       | A       | 2,01 m (6′ 7″)  | 31      | BC Khimki              |
| Entrenador: Vincent Collet |                        |         |                 |         |                        |

| Lituania                     | Lituania             | Lituania | Lituania        | Lituania | Lituania                  |
| Num                          | Jugador              | Pos      | Altura          | Edad     | Equipo                    |
| ---------------------------- | -------------------- | -------- | --------------- | -------- | ------------------------- |
| 4                            | Martynas Pocius      | E        | 1,96 m (6′ 5″)  | 28       | Galatasaray Liv Hospital  |
| 5                            | Adas Juskevicius     | B        | 1,94 m (6′ 4″)  | 25       | Lietuvos Rytas            |
| 6                            | Mindaugas Kuzminskas | A        | 2,04 m (6′ 8″)  | 24       | Unicaja Málaga            |
| 7                            | Darjus Lavrinovic    | P        | 2,12 m (6′ 11″) | 34       | Grissin Bon Reggio Emilia |
| 8                            | Jonas Mačiulis       | A        | 1,98 m (6′ 6″)  | 29       | Real Madrid               |
| 9                            | Renaldas Seibutis    | B-E      | 1,96 m (6′ 5″)  | 29       | Darussafaka               |
| 10                           | Simas Jasaitis       | A        | 2,01 m (6′ 7″)  | 32       | Lokomotiv Kuban           |
| 11                           | Donatas Motiejunas   | AP       | 2,13 m (7′ 0″)  | 23       | Houston Rockets           |
| 12                           | Ksistof Lavrinovic   | AP       | 2,10 m (6′ 11″) | 34       | Valencia Basket           |
| 13                           | Paulius Jankūnas     | AP       | 2,05 m (6′ 9″)  | 30       | Žalgiris Kaunas           |
| 14                           | Jonas Valančiūnas    | P        | 2,11 m (6′ 11″) | 22       | Toronto Raptors           |
| 15                           | Sarunas Vasiliauskas | B        | 1,88 m (6′ 2″)  | 25       | Trefl Sopot               |
| Entrenador: Jonas Kazlauskas |                      |          |                 |          |                           |